# 彼得·本奇利
彼得·班奇利（英語：Peter Benchley，1940年5月8日—2006年2月11日），美國知名編劇、作家，小說《大白鯊》（Jaws）作者。
1961年畢業於哈佛大學，曾在《華盛頓郵報》和《新聞周刊》工作，並曾為前美國總統林登·詹森當過兩年的演講稿撰稿人。

## 外部連結
- （英文）PETER BENCHLEY SHARK CONSERVATION AWARD
- （英文）NAMC
- （英文）Ocean Conservancy’s Sonja Fordham Receives Prestigious Peter Benchley Shark Conservation Award （页面存档备份，存于）
- （英文）Official site （页面存档备份，存于）
- （英文）Peter Benchley: Rapture of The Deep （页面存档备份，存于）
- （英文）Peter Benchley, 65; `Jaws’ Author Became Shark Conservationist （页面存档备份，存于）
- Peter Benchley在互联网电影资料库（IMDb）上的資料（英文）